# Бек (скульптор)
Бек или Бак (егип. «слуга») — главный придворный скульптор в период правления фараона Эхнатона (XVIII династии).

## Биография

### Происхождение
Его отец Мен занимал аналогичную должность при власти отца Эхнатона Аменхотепа III. Мать Бека по имени Рои происходила из Гелиополя.

### Карьера
Бек рос в Гелиополе, важнейшем центре культа солнечного бога Ра. Дворец юного принца Аменхотепа (впоследствии Эхнатона) располагался там же, и возможно его религиозные взгляды частично сформировались на основе гелиопольских учений. Бек последовал за своим господином в новую столицу Амарну. Он руководил возведением величественных храмовых статуй фараона и разработкой каменных карьеров Асуана и Гебель эс-Сильсилы, откуда камень поступал на строительство Амарны.
Стела, обнаруженная в Асуане, воздвигнута на девятый год правления Эхнатона. На ней изображены Мен и Бек, служащие своему фараону. На её правой стороне Мен стоит перед статуей Аменхотепа III. Скульптура, скорее всего, является одним из колоссов фараона, изготовленных Меном. Это место стелы отражает традиционный художественный стиль XVIII династии, единственным признаком амарнского периода здесь является отсутствие имени «Аменхотеп», заменённого на тронное имя Аменхотепа III «Небмаатра», что было сделано во избежание упоминания бога Амона, культ которого был запрещён в тот период. На левой стороне стелы Бек изображён перед Эхнатоном, приносящим жертвоприношения богу Атону. Согласно надписи это действие происходит в Великом храме Атона. Присутствует типичное для амарнского периода изображение лучей Атона, которые заканчиваются руками. Имена Атона и Эхнатона были высечены позднее.
На стеле Бек заявляет, что он «ученик, которого обучает Его Величество». Вероятно, он является автором статуй, которые показывают Эхнатона и его семью в натуралистическом стиле, ломавшем традицию идеализированных изображений царственных особ (амарнское искусство).
На стеле, ныне хранящейся в Берлинском музее, изображены Бек со своей женой Тахерет. Возможно, это изображение является первым автопортретом в истории искусства. В надписи этой стелы также упоминается, что Бек был учеником Эхнатона. Сохранилось также изображение Эхнатона и Атона, сделанное, вероятно, в первый год правления фараона и, скорее всего, Беком.